# Il segreto della domanda
Il segreto della domanda (Intorno alle cose umane e divine) è un saggio filosofico di Umberto Galimberti pubblicato dall'editore Apogeo nell'aprile del 2008.

## Contenuto dell'opera
(Oscar Wilde, Il critico come artista (1890), p. 34)
Il libro nasce dalle risposte di Galimberti alle lettere che i suoi lettori gli inviano tramite le pagine della rivista D la Repubblica delle Donne.
Nell'introduzione all'opera l'autore spiega come spesso le sue risposte appaiano deludenti ai lettori poiché non soddisfano la loro esigenza di avere una soluzione certa ai vari problemi della vita, che del resto è incomprensibile di per sé e offre risposte sicure o almeno consolatorie.
Questo accade, sostiene l'autore, perché ci siamo disabituati a confrontarci e ad ascoltare gli altri, che spesso vivono i nostri stessi problemi, e preferiamo rinchiuderci nelle nostre singolarità considerando ciò che ci accade come l'unico, essenziale aspetto della nostra esistenza.
La consolazione poi, che andiamo cercando del dolore dell'esistenza si può trovare se ci rendiamo conto, come diceva Eschilo, che "il dolore è un errore della nostra mente"; ed allora ciò che conta di più non è "consolare" l'errore, quanto correggerlo ampliando la domanda e cercando di trovarne un senso mettendoci in rapporto con gli altri.
Mentre gli animali, osserva Galimberti, possono vivere la loro esistenza regolata dall'istinto, nell'indifferenza della problematicità , l'uomo si pone domande a problemi senza fine e cerca risposte altrettanto infinite ed è per questo che ha attribuito a un Dio onnisciente la capacità di rispondere alle sue domande tramite i comandamenti, i dogmi che dessero la sicurezza delle risposte ma che alla fine però non soddisfacevano la domanda fondamentale : "si est deus, unde malum?".
Come spiegare il male? non solo quello morale ma persino quello fisico, che la natura impietosamente ci mostra. La risposta religiosa è contenuta in una parola: "mistero". Ma gli uomini non possono rassegnarsi al mistero, al silenzio di Dio, e con la loro ragione che pure, secondo la metafora kantiana è «un'isola piccolissima nell'oceano dell'irrazionale», continuano a porsi domande infinite respingendo le banali superficiali risposte offerte dalla civiltà dei mezzi di comunicazione.
Galimberti non propone soluzioni poiché lui stesso non ne ha, ma è convinto che ciò che conti è dilatare le nostre domande in un perenne dialogo. Questo sembra essere il nucleo tematico del pensiero di Galimberti: il dialogo con cui ci si rende conto che nessuna risposta è definitiva.
Galimberti adombra a questo punto l'attualità del metodo socratico della «dotta ignoranza», su cui si basa la filosofia stessa che, al contrario della religione, dichiara fin dall'inizio di non avere risposte certe e definitive; la filosofia socratica per la quale il maestro non è colui che diffonde verità assolute che dichiara di possedere, ma quello che aiuta, pur tra infiniti dubbi e incertezze, a far nascere quella verità che abita dentro di noi anche se contrastante le opinioni più diffuse e comuni.
Socrate infatti era il maestro dell'episteme, che non vuol dire scienza, ma alla lettera: "ciò che sta in piedi da sé"; egli cioè insegnava tramite il dialogo a costruirsi verità che si reggessero da sole sui propri piedi e non perché basate sulla fede, sulle emozioni condivise.
Questa era per lui la filo-sofia, amore per il sapere, l'amore che caratterizza il filosofo, mentre chi si ritiene già sapiente non ha bisogno dell'amore per la sapienza perché pensa già di possederla.
Il filosofo, secondo Galimberti, è come il dio Amore, figlio di Povertà e Ricchezza : «Amore è filosofo, perché sta in mezzo tra il sapiente che non cerca la verità perché ritiene di possederla e l'ignorante che non la cerca perché non desidera sapere». 
Il filosofo è come il bambino che chiede sempre e non si accontenta delle risposte superficiali che gli provengono dall'autorità degli adulti, anzi questi farebbero bene a considerare con più attenzione le domande degli innocenti che potrebbero mettere in crisi le loro certezze e dar loro una nuova visione dell'esistenza.

## Edizioni
- Umberto Galimberti, Il segreto della domanda, Prima edizione ed., collana Pratiche filosofiche, Apogeo, 2008,  pp. 224, cap. otto, ISBN 88-503-2717-X, ..